# اسولور
اسولور (به لاتین: Svolvær) یک منطقهٔ مسکونی در نروژ است که در وگان (لوفوتن) واقع شده‌است. اسولور ۲٫۳۷ کیلومتر مربع مساحت و ۴٬۷۲۰ نفر جمعیت دارد و ۳ متر بالاتر از سطح دریا واقع شده‌است.

## نگارخانه

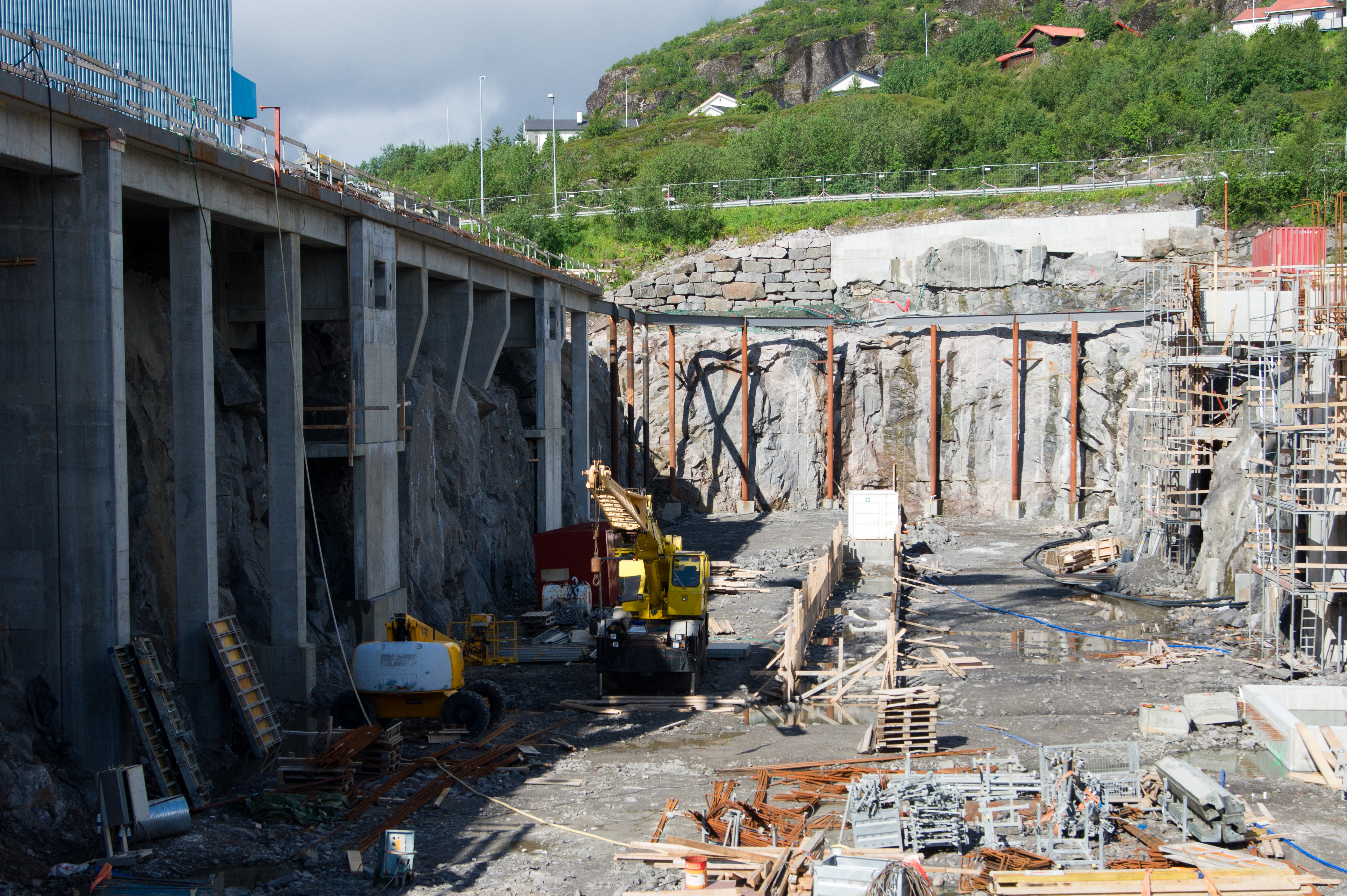
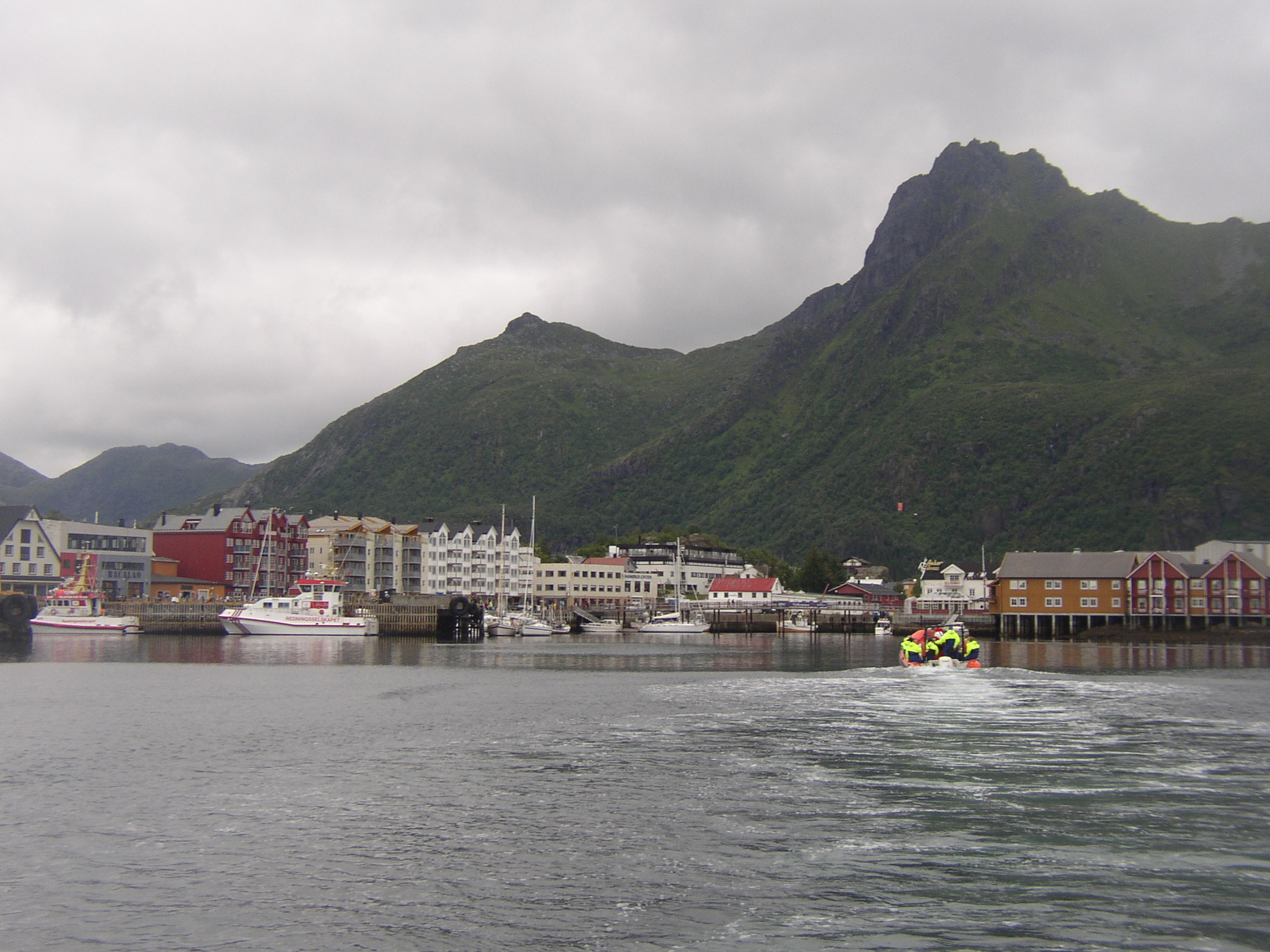
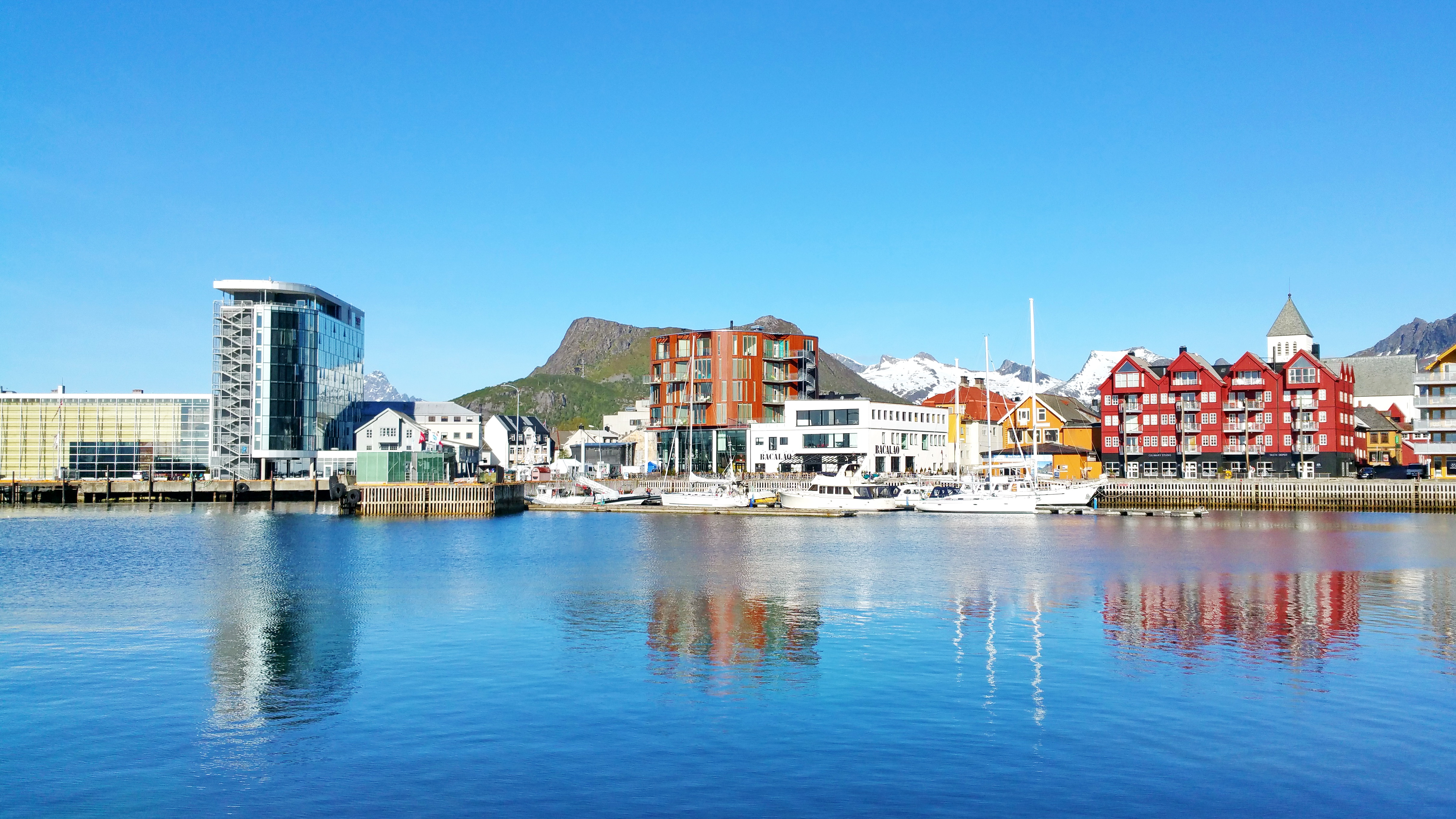

## خواهرخوانده
شهر آنکونا خواهرخواندهٔ اسولور هست.